# 三原護軍
三原護軍，十六国时期官名。
前秦苻坚时，在池阳县境内设置三原護軍，治三原（今陕西省淳化县东北），属于雍州。称之为三原，因为当地西有孟侯原，南有丰原，北有白鹿原。太安元年（385年），後秦沿置三原护军。永和二年（417年），东晋灭後秦。昌武元年（418年），夏国沿置三原护军。承光二年（426年），三原護軍被北魏占领。胜光元年（428年），三原護軍被夏国夺回。胜光三年（430年），北魏改三原護軍为三原县。